# Сысерть (город)
Сысе́рть — город на юге Свердловской области России, административный центр Сысертского района и Сысертского муниципального округа.

## Этимология
Поселение получило своё название от одноименной реки Сысерти. Гидроним имеет финно-угорское происхождение и восходит к коми-зырянским словам си — «волос» и сьöрт — «речная долина с густым еловым лесом», то есть си сьöрт — «река с узкой залесённой долиной».

## География
Город расположен на реке Сысерти, в южной части Свердловской области, в 43 километрах к югу от Екатеринбурга. В черте города река Сысерть образует обширный Сысертский пруд, который продолжается на запад и на юг за пределы города. В черте города расположена гора Бессонова. Площадь города — 20 км². Координаты: 56°30′00″ с. ш. 60°49′00″ в. д.
Рядом с Сысертью проходит участок федеральной автомобильной дороги М5 «Урал» Подъезд к Екатеринбургу. Грузовая железнодорожная станция Турбинная связана веткой производственного назначения со станцией Сысерть железнодорожной ветки Екатеринбург — Верхний Уфалей — Челябинск.
Часовой пояс
Относительно московского времени часовой пояс имеет постоянное смещение +2 часа и обозначается в России соответственно как MSK+2.
Климат
| Показатель                    | Янв. | Фев. | Март | Апр. | Май | Июнь | Июль | Авг. | Сен. | Окт. | Нояб. | Дек. | Год |
| ----------------------------- | ---- | ---- | ---- | ---- | --- | ---- | ---- | ---- | ---- | ---- | ----- | ---- | --- |
| Средний суточный максимум, °C | −7   | −3   | −3   | 8    | 18  | 23   | 24   | 26   | 13   | 8    | −1    | 6    | 8   |
| Средний суточный минимум, °C  | −16  | −11  | −13  | 1    | 8   | 11   | 11   | 13   | 4    | 1    | −7    | −11  | 1   |
| Источник: Goodmeteo           |      |      |      |      |     |      |      |      |      |      |       |      |     |

## Административное и муниципальное устройство
С точки зрения административно-территориального устройства Свердловской области, Сысерть является административным центром Сысертского района — административно-территориальной единицы 2-го уровня. Всего в состав района входит 41 населённый пункт.
С точки зрения муниципального устройства, Сысерть является административным центром Сысертского муниципального округа. В состав муниципального образования входят 38 населённых пунктов (все населённые пункты Сысертского района, за исключением трёх населённых пунктов, которые образуют самостоятельный Арамильский городской округ). Глава Сысертского муниципального округа — Нисковских Дмитрий Андреевич.
В составе данных территориальных образований город Сысерть входит в  Южный управленческий округ, административным центром которого является город Каменск-Уральский.

## История

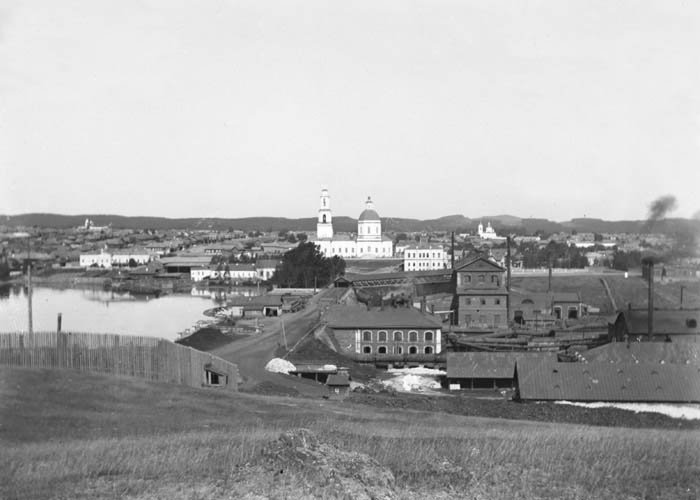
Вид на Сысерть с Бессоновой горы, XIX век

Сысертский рабочий посёлок возник в 1732 году как поселение при открытом по приказу Вильгельма де Геннина железоделательном заводе на реке Сысерти. В 1759 году завод был продан А. Ф. Турчанинову. Во время восстания Пугачёва завод смог отбиться от нападения отряда Ивана Белобородова.
15 (27) января 1879 года в Сысерти родился русский писатель П. П. Бажов.
Завод находился в собственности династии заводовладельцев Турчаниновых-Соломирских до 1912 года. В 1912 году на заводе произошла одна из самых значительных стачек на Урале, о которой писал В. И. Ленин в статье «Стачки металлистов» в 1912 году.
В ноябре 1925 года Сысертский завод (вместе с подсобными производствами) был передан в концессию английской компании «Лена Голдфилдс Лимитед» сроком на 50 лет. Летом 1930 года британцы оставили завод, не выполнив своих обязательств перед Советским государством.
В 1928 году Сысертский Завод получил статус рабочего посёлка. С 1932 года населённый пункт носит название Сысерть.
31 октября 1946 года Указом Президиума Верховного Совета РСФСР рабочий посёлок Сысерть преобразован в город районного подчинения.
5 апреля 1950 года Указом Президиума Верховного Совета РСФСР из городской черты Сысерти выделен населённый пункт Верхняя Сысерть и отнесён к категории рабочих посёлков.
1 февраля 1963 года Сысерть была включена в состав Сысертского промышленного района.
Современная черта города была установлена 27 декабря 2004 года.

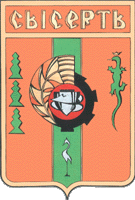
Старый герб Сысерти

## Население
| 1873    | 1897    | 1931    | 1959    | 1967    | 1970    | 1979    | 1989    | 1992    |
| ------- | ------- | ------- | ------- | ------- | ------- | ------- | ------- | ------- |
| 7246    | ↗10 400 | ↘7400   | ↗19 606 | ↗22 000 | ↘19 229 | ↗21 365 | ↗22 462 | ↗23 000 |
| 1996    | 1998    | 2002    | 2003    | 2005    | 2006    | 2007    | 2008    | 2009    |
| ↘22 900 | →22 900 | ↘22 152 | ↗22 200 | ↘21 300 | ↘21 000 | ↘20 900 | ↘20 800 | ↘20 744 |
| 2010    | 2011    | 2012    | 2013    | 2014    | 2015    | 2016    | 2017    | 2018    |
| ↘20 465 | ↗20 500 | ↘20 477 | ↗20 558 | ↗20 764 | ↗20 964 | ↘20 939 | ↗20 962 | ↗21 097 |
| 2019    | 2020    | 2021    | 2023    |         |         |         |         |         |
| ↘21 029 | ↘21 007 | ↘20 634 | ↘20 436 |         |         |         |         |         |

На 1 января 2025 года по численности населения город находился на 651-м месте из 1124 городов Российской Федерации.

## Экономика

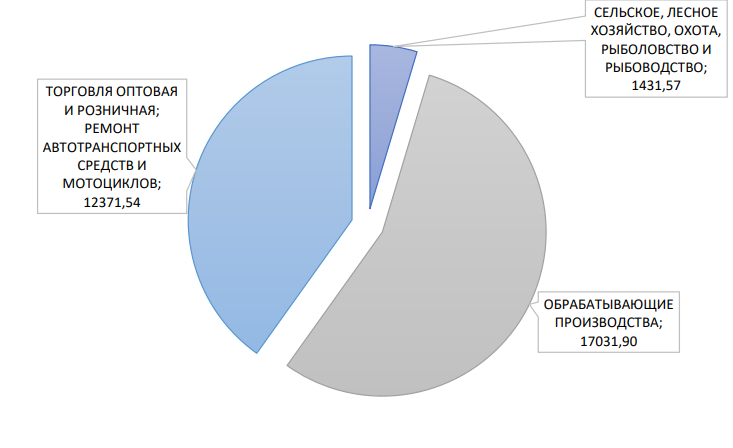
Структура оборота крупных и средних организаций Сысертского городского округа, млн рублей

Оборот организаций Сысертского городского округа за 2021 год составил 32 млрд рублей или 83,1 % к аналогичному периоду прошлого года.
Основные предприятия города Сысерти:
- ООО «Сысертский фарфоровый завод»,
- ОАО «Уралгидромаш».

Несмотря на слабое развитие промышленности, относительное экономическое благополучие и рост численности населения города поддерживаются двумя факторами: хорошие земли вокруг города обеспечивают сельское хозяйство. Живописная местность с хвойными лесами вокруг реки Сысерти и Сысертского водохранилища способствуют росту коттеджных посёлков и баз отдыха вокруг города и приобретению земли и строительству дорогих коттеджей обеспеченными жителями Екатеринбурга.

### Сысертский фарфоровый завод
С 1977 года город Сысерть известен как один из центров фарфорового производства России и самое крупное производство фарфора на Урале, а Сысертский фарфор — как один из брендов Урала и всей России. Промысел возник в середине XX века на основе сысертского гончарного ремесла и местных традициях художественной росписи. Фарфоровые изделия производятся на Сысертском фарфоровом заводе. Форма, стиль и роспись изделий полностью базируются на национальной традиционной керамике, в первую очередь на вековом опыте местных мастеров: их представление о красоте выражено в округлых, ясных очертаниях предметов, в мазковой росписи, которой отдается явное предпочтение.
Сысертский фарфоровый завод был основан в 1960 году на базе артели по производству керамики. В 1970-м году завод обрёл свой уникальный стиль росписи бытовой утвари Уральская Домовая роспись — композиционный мотив «Сысертская роза». Завод выпускает вазы, посуду, статуэтки и сувениры. Сейчас приоритетным направлением для завода стало изготовление церковных иконостасов из фаянса. Сысертские иконостасы украшают храмы Верхотурья, Невьянска, Екатеринбурга и других городов Урала.

### Туризм
Сысерть — город в Свердловской области, известный большим количеством достопримечательностей — музеями, памятниками истории и старинными храмами. Он же является родиной выдающегося литератора Павла Бажова.

## Достопримечательности

Поклонный крест на Бессоновой горе
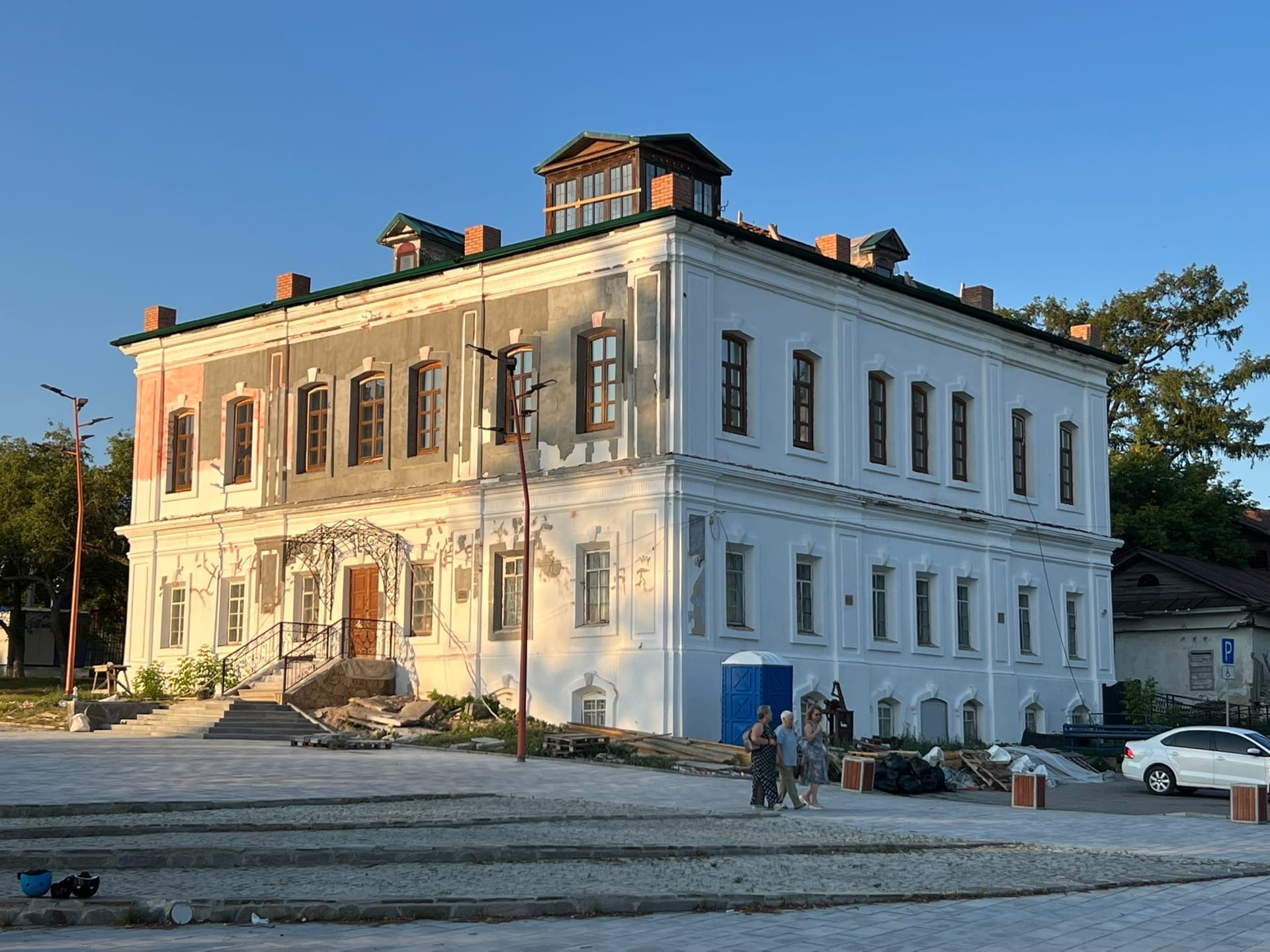
Сысертский краеведческий музей
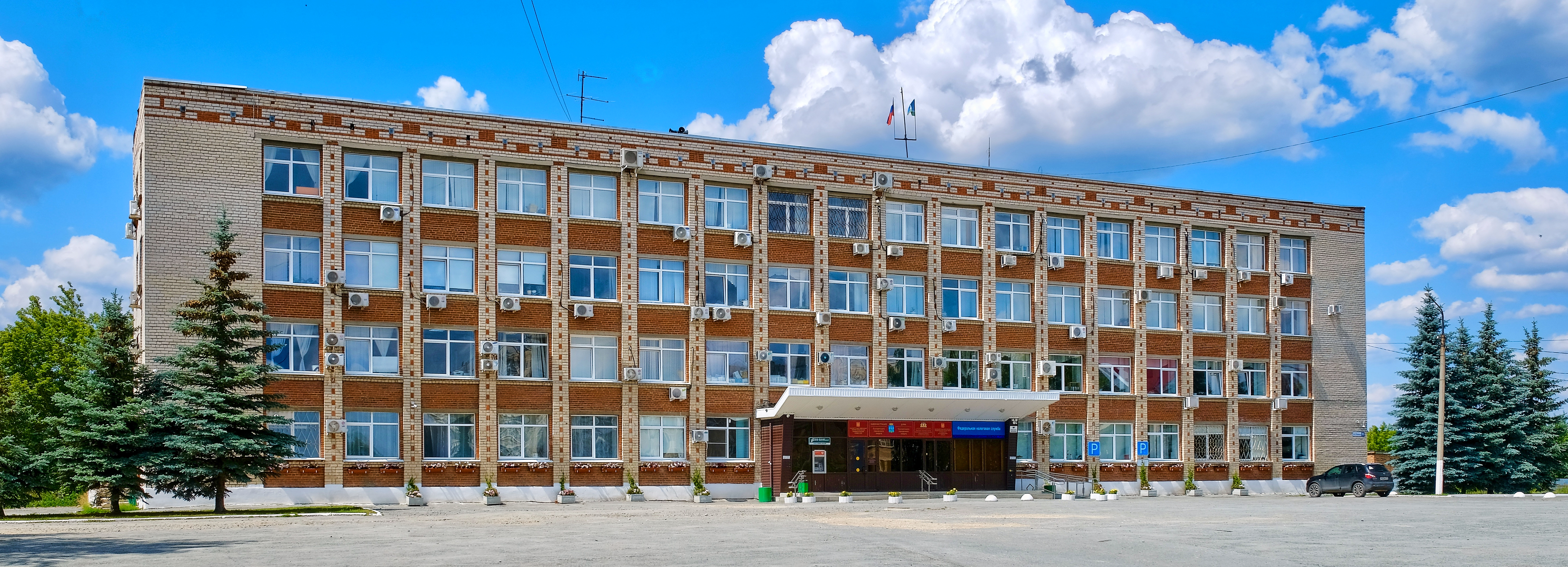
Администрация округа
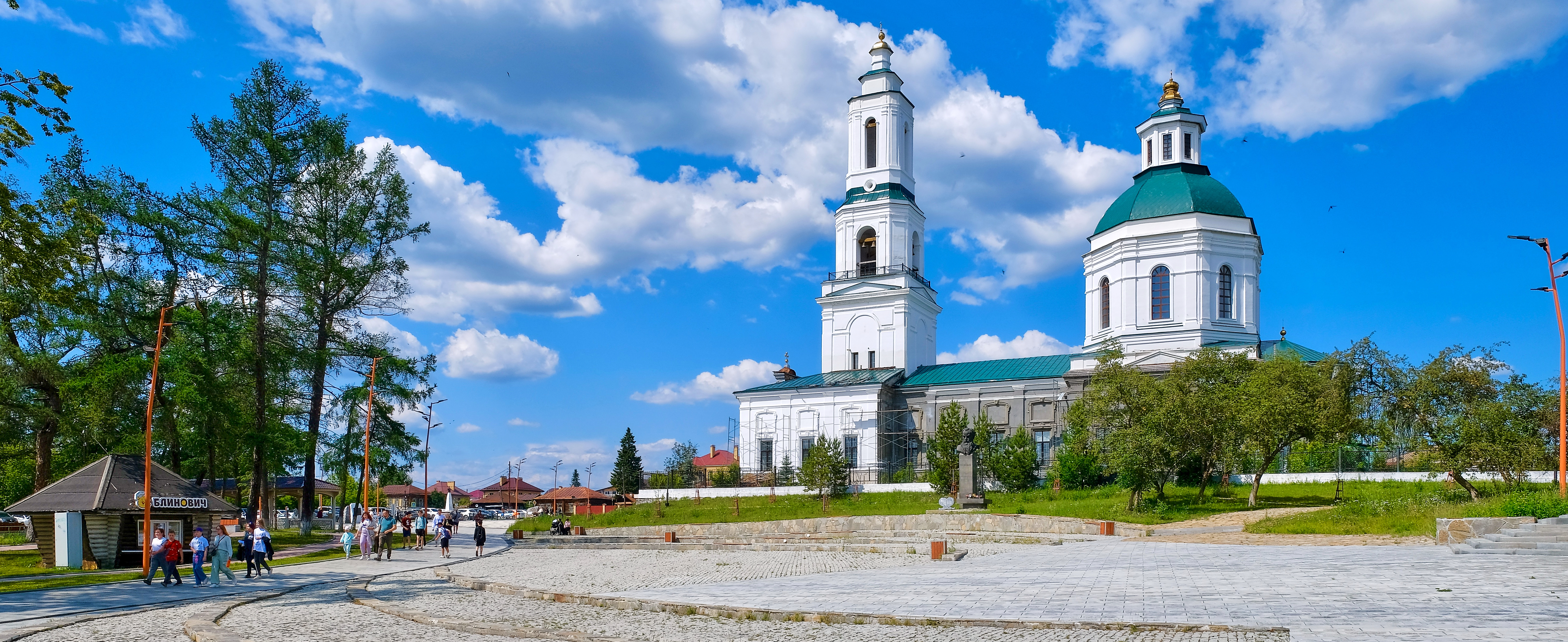
Церковь Симеона и Анны
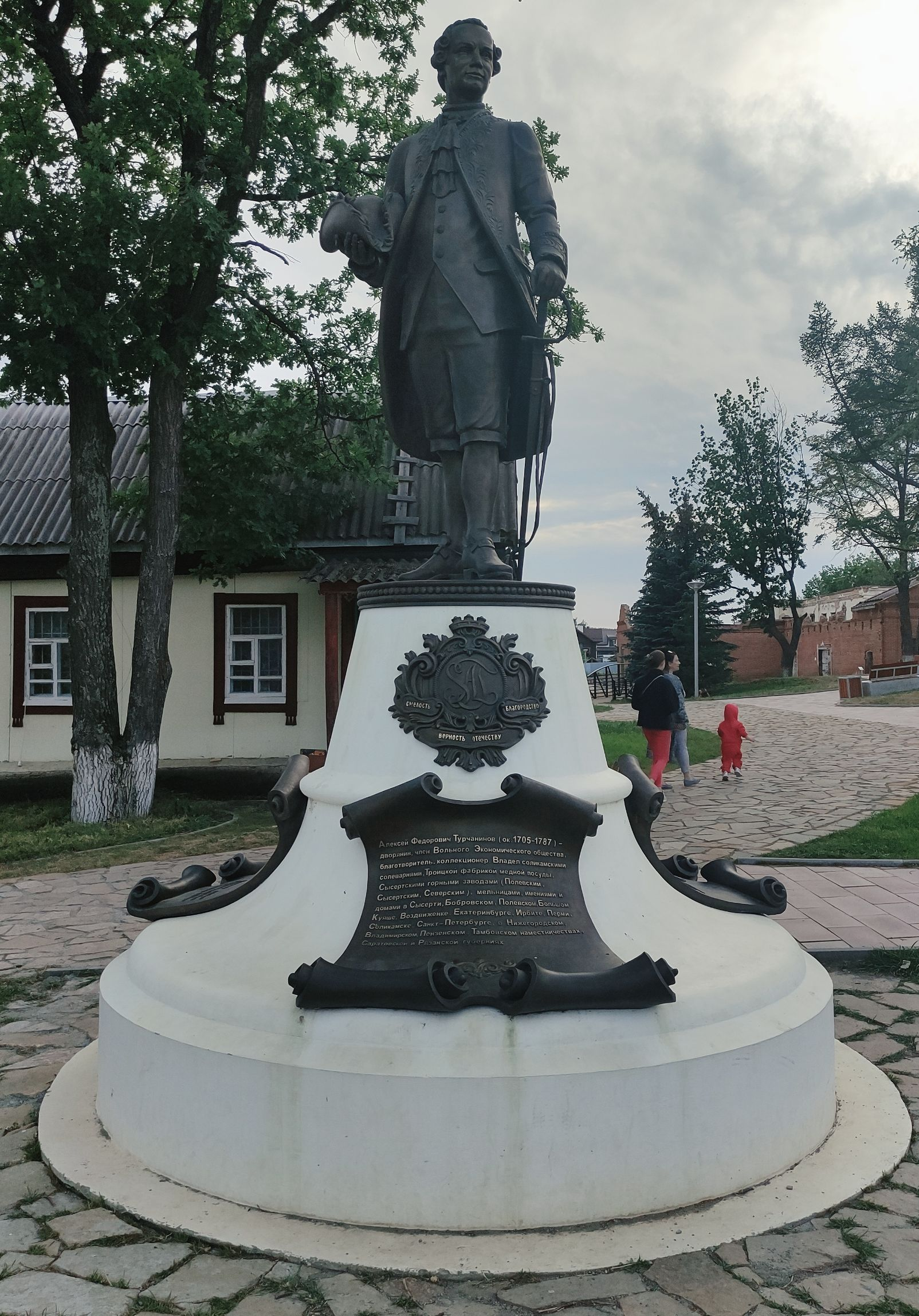
Памятник А. Ф. Турчанинову

- Гора Бессонова (Бесёновка, Безсонова, Бессонова, Бессонная, Беса как её называют местные жители) с чугунным православным крестом на вершине — один из символов города;
- Православный 12-метровый, 23 тонный чугунный крест на вершине Горы Бессонова. Установлен 29 августа 2001 года как подарок завода «Уралгидромаш» в честь 270-летия Сысерти.
- Сысертский историко-краеведческий музей в здании Главного управления Сысертским горным округом (1779 г.);
- Мемориальный дом-музей П. П. Бажова, где родился П. П. Бажов;
- Памятник героям Гражданской войны;
- В историческом центре города сохранился комплекс цехов Сысертского завода (1847—1900 гг.);
- Собор Симеона и Анны (1788 г.), бывшее здание «цифирной» школы (1735 г.);
- В 6 км к западу от Сысерти находится Тальков Камень — небольшое озеро (глубина 32 м) с окружающими его скалами на месте бывшего карьера по добыче талька. Борта карьера сложены зеленовато-белым слоистым тальковым камнем.
- «Лето на заводе» — сезонный кластер на территории старинного Завода Турчаниновых-Соломирских, который был основан в 1732 году Вильгельмом де Генниным и в 2020 году получивший новую жизнь.
- Природный парк «Бажовские места» в Сысертском районе.
- Памятник Алексею Турчанинову. Установлен в 2021 году в ходе масштабной реконструкции исторического центра города, выполненной в рамках нацпроекта «Жильё и городская среда»[30].

## Транспорт
- Сысерть — Екатеринбург
- Сысерть — с. Новоипатово
- Сысерть — п. Двуреченск
- Сысерть — г. Асбест
- Сысерть — п. Верхняя Сысерть
- Сысерть — п. Каменка
- Сысерть — с. Щелкун

## Известные уроженцы
- Бажов, Павел Петрович (1879—1950) — русский и советский писатель.
- Плеханов, Александр Николаевич (1932—2015) — советский государственный и партийный деятель, первый секретарь Курганского обкома КПСС (1985—1990).
- Старков, Дмитрий Петрович (1915—1986) — журналист, участник Великой Отечественной войны, генерал-майор[31].